# 王立音楽大学
王立音楽大学（おうりつおんがくだいがく）、ロイヤル・カレッジ・オブ・ミュージック（英語: The Royal College of Music）は、ロンドンにある名門の音楽学校である。略称はRCM（カレッジ）。現在はイギリス国王チャールズ3世が総長を務めている。英国の大学評価機関クアクアレリ・シモンズ（QS）によるQS世界大学ランキングのパフォーミングアーツ部門では2022年に初めて世界1位を獲得して以来、2025年まで4年連続首位を維持している。音楽部門では2024年から2年連続で世界1位
学部レベルから博士レベルまで演奏、作曲、指揮、音楽理論と音楽史など全方位的な西洋音楽教育を行っている。研究分野では古楽器演奏と演奏科学の実績に強みがあり、インペリアル・カレッジ・ロンドンとのパートナーシップで設立された演奏科学センター(Centre for Performance Science)が知られている。
国立音楽養成学校（National Training School for Music）の後継校として、当時の王太子であったアルバート・エドワード（後のエドワード7世）により1882年に設立され、ジョージ・グローブ（George Grove）を理事長に迎え1883年に開校した。1894年にロンドンはケンジントン地区の現所在地に移転したが、この年にチャールズ・ヒューバート・パリー（Hubert Parry）が理事長に就任し、1918年まで職を務めた。
1894年に開放された赤いレンガ造りの建物は建築家のアーサー・ブロムフィールドによって設計された。隣にインペリアル・カレッジ・ロンドン、反対側にロイヤル・アルバート・ホールがある。大学内にはまた、広大な楽器の博物館があり、一般に公開されている。

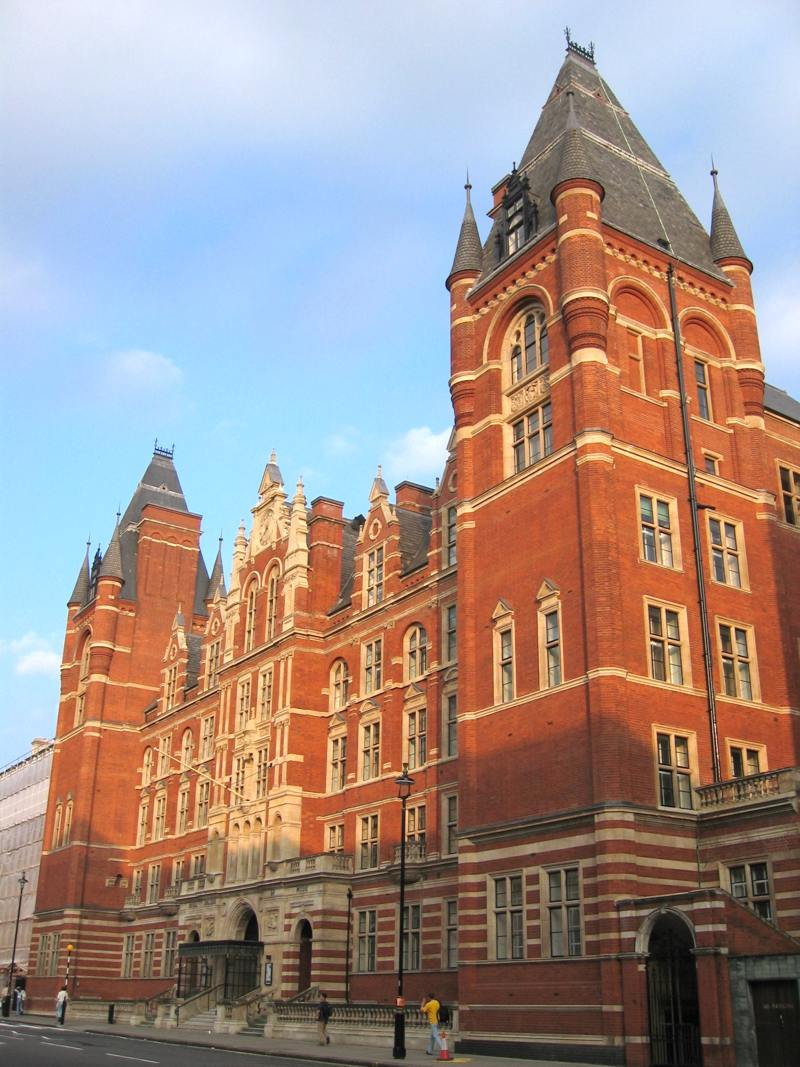
プリンス・コンソート・ロードから眺めた王立音楽大学

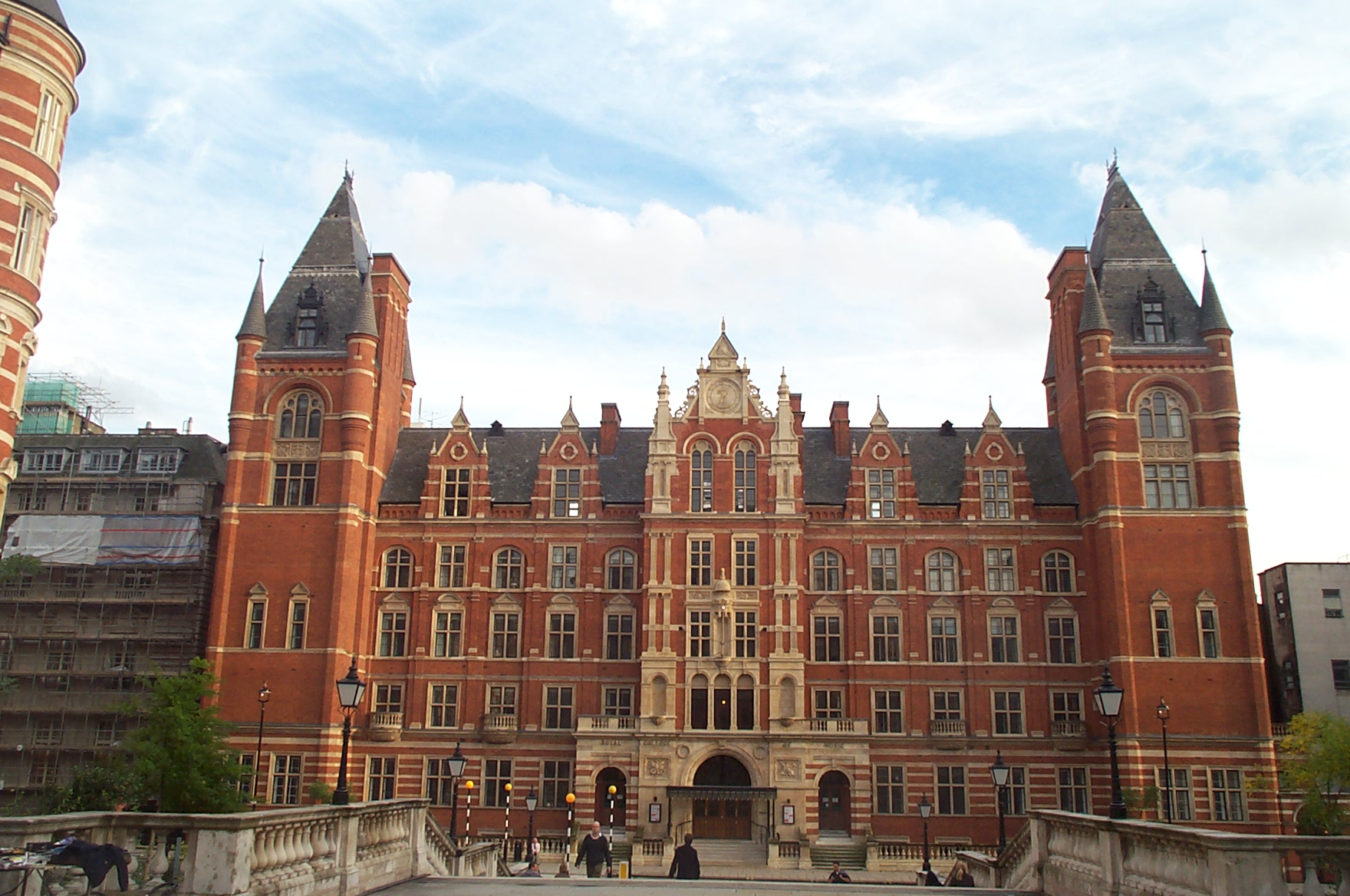
校門から見た王立音楽大学

## 著名な出身者
- レイフ・ヴォーン・ウィリアムズ(Ralph Vaughan Williams, 1872 - 1958)、作曲家
- グスターヴ・ホルスト(Gustav Holst, 1874 - 1934)、作曲家
- レオポルド・ストコフスキー(Leopold Stokowski, 1882 - 1977)、指揮者
- ジョージ・バターワース(George Butterworth, 1885 - 1916)、作曲家
- アーサー・ブリス(Sir Arthur Bliss, 1891 - 1975)、作曲家
- ユージン・グーセンス(Sir Eugène Goossens, 1893 - 1962)、指揮者
- ノエル・ゲイ（英語版）(Noel Gay, 1898 - 1954)、作詞家
- レジナルド・グッドオール(Sir Reginald Goodall, 1901 - 1990)、指揮者
- コンスタント・ランバート(Constant Lambert, 1905 - 1951)、作曲家
- クリスティアン・ダーントン(Christian Darnton, 1905 - 1981)作曲家
- マイケル・ティペット(Sir Michael Tippett, 1905 - 1998)、作曲家
- ピーター・ピアーズ(Sir Peter Pears, 1910 - 1986)、歌手
- ベンジャミン・ブリテン(Benjamin Britten, 1913 - 1976)、作曲家
- チャールズ・グローヴズ(Sir Charles Groves, 1915 - 1992)、指揮者
- ネヴィル・マリナー(Sir Neville Marriner, 1924 - 2016)、指揮者
- ジョーン・サザーランド(Dame Joan Sutherland, 1926 - 2010)、歌手
- コリン・デイヴィス(Sir Colin Davis, 1927 - 2013)、指揮者
- ジュリアン・ブリーム(Julian Bream, 1933 - 2020)、ギター奏者・リュート奏者
- エドウィン・ロックスバラ(Edwin Roxburgh, 1937 - )、作曲家、指揮者、オーボエ奏者
- ジェームズ・ゴールウェイ(Sir James Galway, 1939 - )、フルート奏者
- ジョン・ウィリアムス(John Williams, 1941 - )、ギター奏者
- トーマス・アレン（英語版）(Sir Thomas Allen, 1944 - )、歌手
- アンドルー・デイヴィス(Sir Andrew Davis, 1944 - )、指揮者
- ジョン・リル(w:John Lill, 1944 - )、ピアノ奏者
- アンドリュー・ロイド・ウェッバー(Andrew Lloyd Webber, 1948 - )、作曲家
- ダリル・ウェイ(Darryl Way, 1948 - )、ヴァイオリン奏者
- ジェイソン・クーチャック(Jason Kouchak, 1969 - )、ピアニスト、歌手、作曲家
- アルフィー・ボー(w:Alfie Boe, 1973 - )、歌手